# Николопулос, Александрос
Але́ксандрос Николо́пулос (греч. Αλέξανδρος Νικολόπουλος; 1875, Афины — XX век, неизвестно) — греческий тяжелоатлет, бронзовый призёр летних Олимпийских игр 1896.
Николопулос участвовал только в толчке одной рукой. Он поднял одинаковый вес в 40 кг вместе со своим соотечественником Сотириосом Версисом, но в дополнительной попытке он поднял 57 кг, а Версис не смог улучшить свой результат. Николопулос занял третье место, выиграв бронзовую медаль.